# Múzeumutca
A Múzeumutca a pécsi Káptalan utcát jelöli; ezt az elnevezést arról kapta, hogy az épületeinek nagy része múzeum. A Múzeumutcát a Pécs2010 Kulturális Főváros projekt keretein belül megújították. Nyolc múzeumépületet újítottak fel; volt, ahol (JPM Modern Magyar Képtár – Papnövelde u. 5.) ez bővítéssel lett egybekötve, és volt, ahol az épületek kertjeit parkosították. Emellett a kapcsolódó közterületeket is rendbe hozták.

## Itt található múzeumok
- Káptalan u. 2.
  - JPM Zsolnay Múzeum
  - JPM Reneszánsz Kőtár – jelenleg zárva
- Káptalan u. 3.
  - JPM Vasarely Múzeum
  - JPM Mecseki Bányászati Múzeum
- Káptalan u. 4.
  - JPM Martyn–Lantos Múzeum
  - JPM Múzeum Galéria
- Káptalan u. 5.
  - JPM Schaár Erzsébet: Utca kiállítás
- Káptalan u. 6.
  - Püspöki KincsTár
- Káptalan u. 8.
  - Dóm Kőtár

Bár nem a Káptalan utcában vannak, mégis a Múzeumutcához szokás sorolni az utca folytatásában található alábbi két jelentős múzeumot is:
- Janus Pannonius u. 11.
  - JPM Csontváry Múzeum
- Papnövelde u. 5.
  - JPM Modern Magyar Képtár

A Püspöki KincsTár és a Dóm Kőtár kivételével – amely a Pécsi Egyházmegye állandó tárlatainak ad otthont –  a Múzeumutca összes kiállítóhelyét a Janus Pannonius Múzeum működteti.

## Galéria

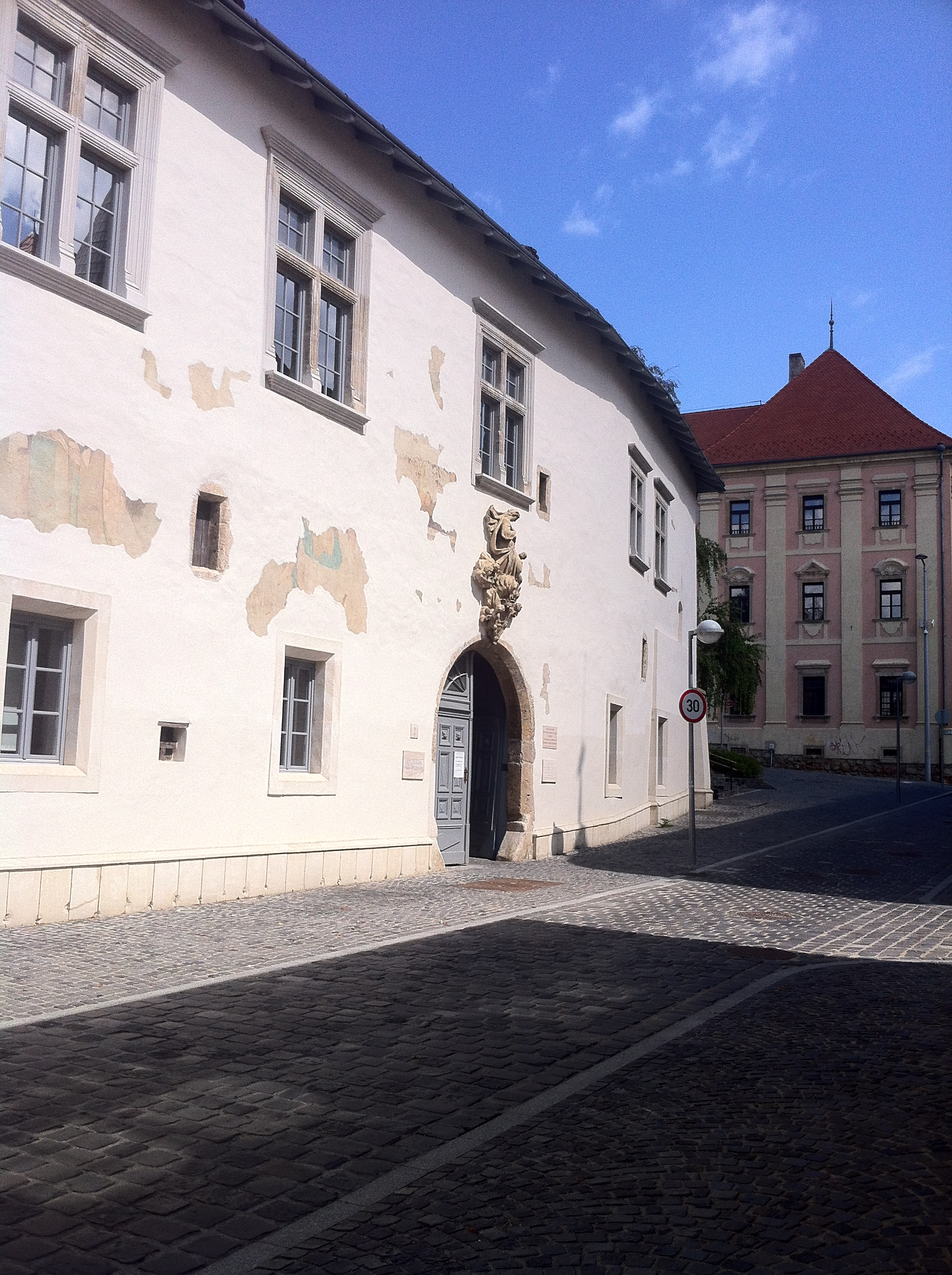
JPM Zsolnay Múzeum épülete
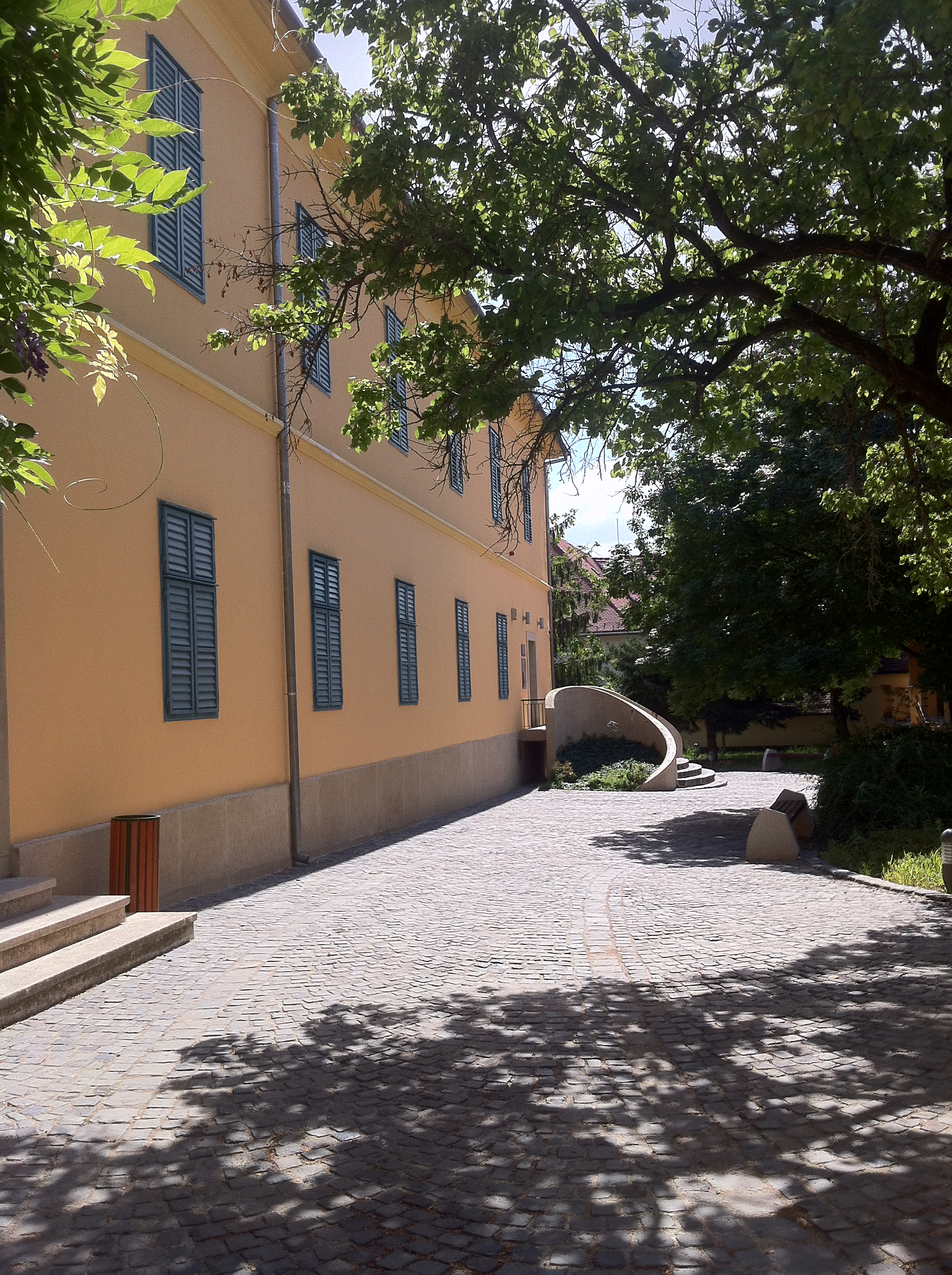
JPM Vasarely Múzeum udvara
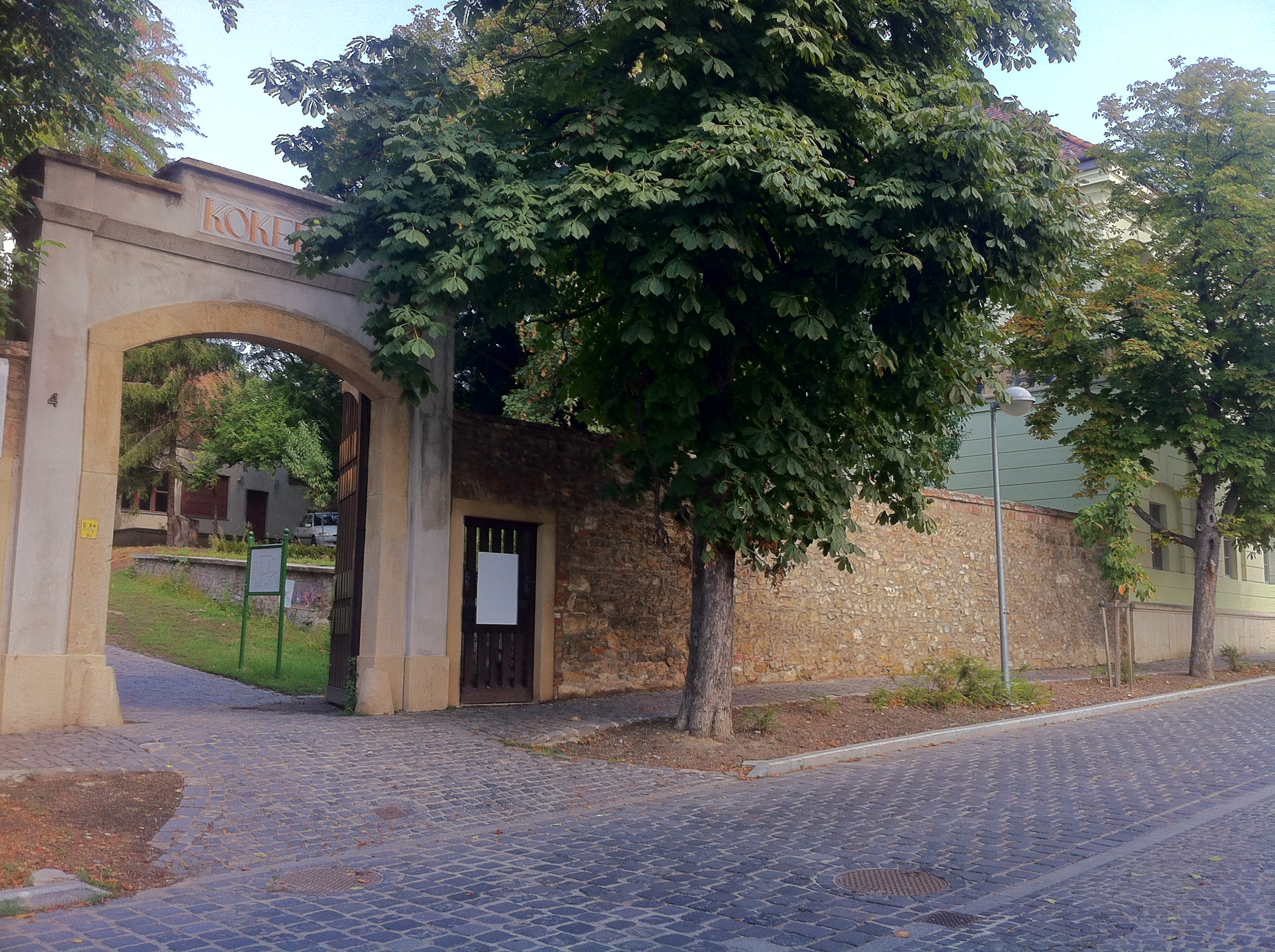
Káptalan utca 4.
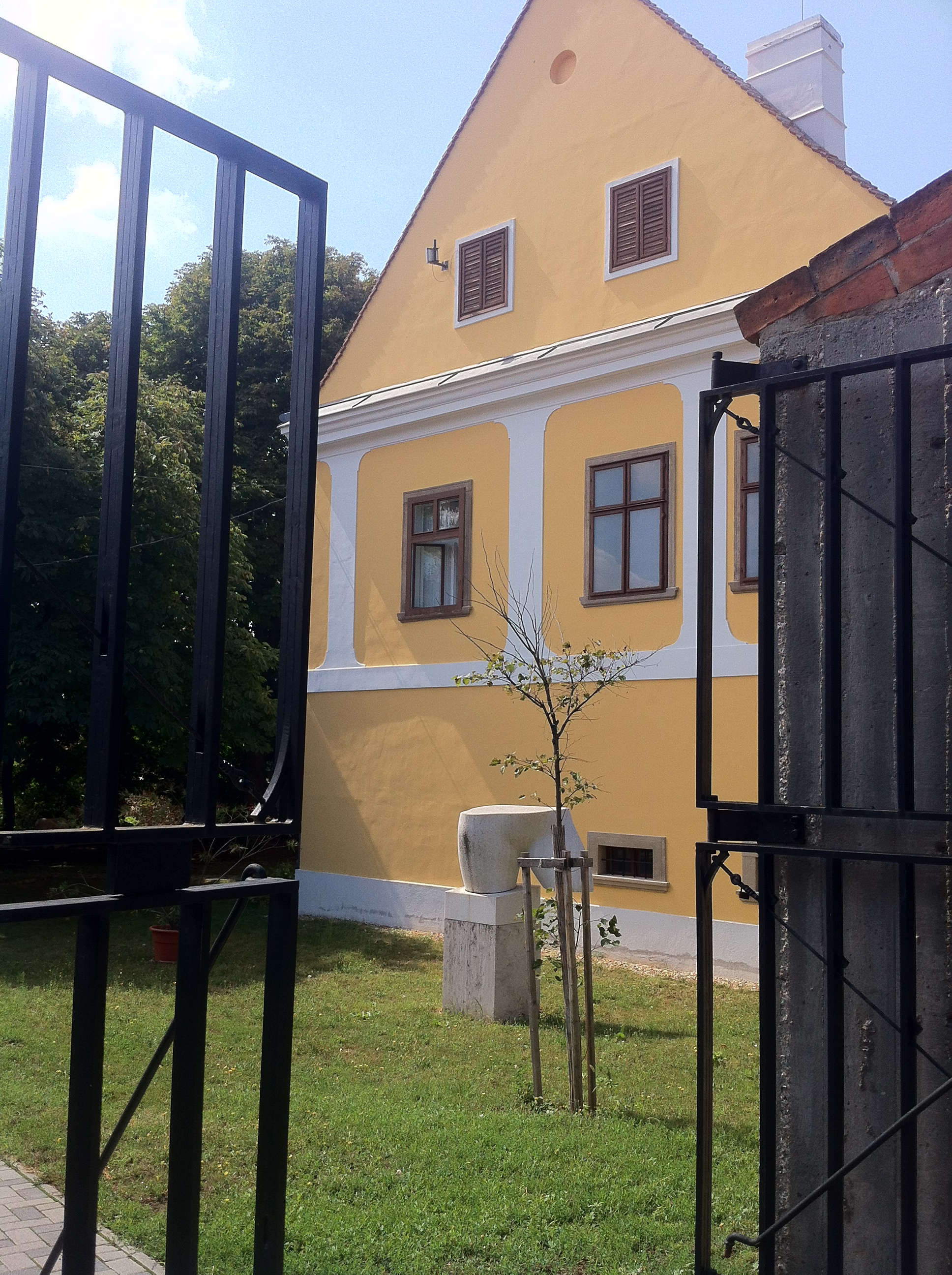
JPM Schaár Erzsébet: Utca kiállítás kertje
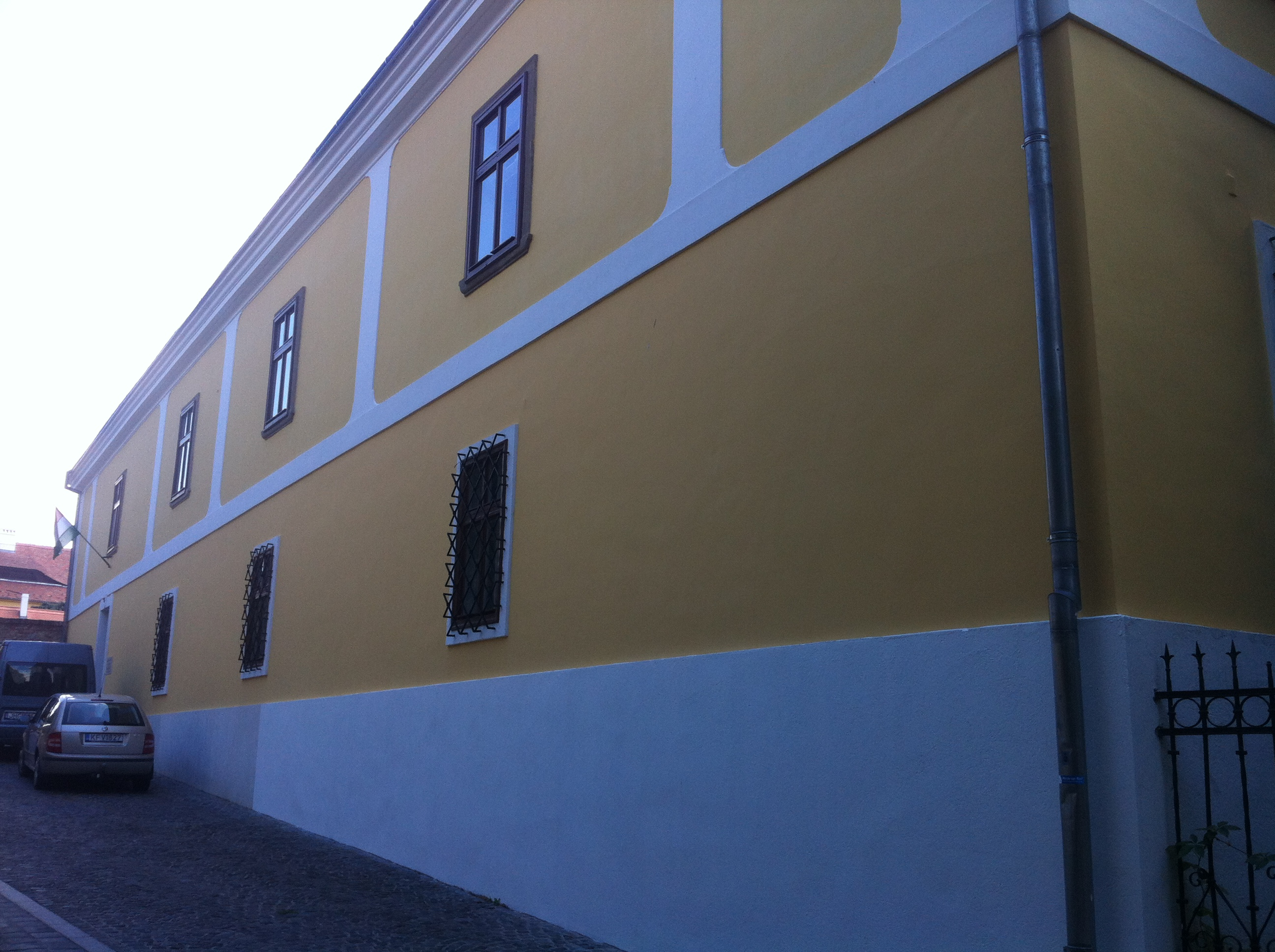
Janus Pannonius Múzeum Igazgatóság épülete (Káptalan utca 5.)